# Relaciones Armenia-Azerbaiyán
No hay relaciones diplomáticas entre Armenia y Azerbaiyán, en gran parte debido al conflicto del Nagorno-Karabaj, aunque ambos países se comprometieron a un acuerdo de paz el 8 de agosto de 2025. Las naciones vecinas mantuvieron relaciones gubernamentales formales entre 1918 y 1921, durante su breve independencia del derrumbado Imperio Ruso, como la Primera República de Armenia y la República Democrática de Azerbaiyán; estas relaciones existieron desde el período posterior a la Revolución Rusa hasta que fueron ocupadas y anexadas por la Unión Soviética. Debido a las dos guerras libradas por los países en el siglo pasado, una de 1918 a 1921 y otra de 1988 a 1994, las dos han tenido relaciones tensas. A raíz de las hostilidades en curso, la memoria social de la convivencia en la era soviética está en gran medida reprimida entre los ciudadanos de ambos países.

## Comparación de países
| Nombre oficial                                                    | República de Armenia                                                      | República de Azerbaiyán                                                              |
| ----------------------------------------------------------------- | ------------------------------------------------------------------------- | ------------------------------------------------------------------------------------ |
| Bandera                                                           | Bandera de Armenia                                                        | Bandera de Azerbaiyán                                                                |
| Escudo de Armas / Emblema Nacional                                |                                                                           |                                                                                      |
| Población                                                         | 2,963,243 (2020 est.) - 137o                                              | 10,139,177 (2020 est.) - 90o                                                         |
| Área total                                                        | 29,743 km 2 (11,484 mi 2 ) - 138.º                                        | 86 600 km 2 (33.400 mi 2 ) - 112.º                                                   |
| Densidad de población                                             | 104 / km 2 (270 / mi 2 )                                                  | 123 / km 2 (318 / mi 2 )                                                             |
| Capital                                                           | Ereván                                                                    | Bakú                                                                                 |
| Ciudad más grande                                                 | Ereván (1.086.275)                                                        | Bakú (2.347.888)                                                                     |
| Gobierno                                                          | República Unitaria Parlamentaria                                          | República semipresidencialista del partido dominante unitario                        |
| Primer líder                                                      | Levon Ter-Petrosyan                                                       | Ayaz Mutallibov                                                                      |
| Líder (s) actual (es)                                             | Presidente Vahagn Jachaturián Primer Ministro Nikol Pashinián             | Presidente İlham Əliyev • Vicepresidente Mehriban Aliyeva Primer ministro Ali Asadov |
| Partido político gobernante                                       | My Step Alliance                                                          | Partido Nuevo Azerbaiyán                                                             |
| Lenguajes oficiales)                                              | armenio                                                                   | Azerbaiyano                                                                          |
| Religiones principales                                            | Cristianismo (96%) Agnosticismo / Ateísmo (4%) Yazidismo (1%) Otros (‹1%) | Islam (91%) Cristianismo (5%) Agnosticismo / Ateísmo (3%) Otros (1%)                 |
| Grupos étnicos                                                    | Armenio (98%) Yazidi (1%) Otros (‹1%)                                     | Azerbaiyano (92%) Lezgin (2%) Armenio (1%) Ruso (1%) Talyshi (1%) Otros (2%)         |
| Índice de desarrollo humano (IDH)                                 | 0,760 ( alto ) - 81.º                                                     | 0,754 ( alto ) - 87o                                                                 |
| Producto interno bruto (PIB) - Nominal                            | US $ 12.4 mil millones (2018) - 136o                                      | US $ 46,9 mil millones (2018) - 86o                                                  |
| Producto interno bruto (PIB) - Paridad de poder adquisitivo (PPP) | US $ 33,1 mil millones (2020 estimado) - 127o                             | 184.400 millones de dólares (estimación para 2020) - 72.º                            |
| Gastos militares (US $)                                           | 1400 millones de dólares 77.º                                             | $ 2.8 mil millones - 60.º                                                            |
| Clasificación de fuerza militar - Índice de poder mundial         | 2.1251 - 111.º • Estado sin armas nucleares                               | 0,9463 - 64.º • Estado sin armas nucleares                                           |

## Historia
Los enfrentamientos entre Azerbaiyán, de mayoría musulmana, y Armenia, país de mayoría cristiana, son el resultado de un conflicto que se ha desatado desde 1918. La tensión actual entre los países de Asia central, Armenia y Azerbaiyán, está vinculada a la Unión Soviética y, en el pasado, ha habido enfrentamientos entre los dos países por el conflicto de Nagorno-Karabaj que ha provocado la muerte de miles de personas. La región de Nagorno-Karabaj fue anexada por los gobernantes soviéticos en 1923, pero cuando la Unión Soviética se dividió en varias partes, estalló una guerra entre Azerbaiyán y Armenia por la región. Treinta mil personas murieron durante la sangrienta guerra de seis años entre los dos países desde 1988 hasta 1994, que provocó la migración de residentes de Nagorno-Karabaj.

### Relaciones entre 1918 y 1921
Tras la desintegración de la Federación Transcaucásica con la proclamación de la República Democrática de Georgia independiente el 26 de mayo de 1918, tanto Azerbaiyán como Armenia proclamaron su independencia el mismo día, 28 de mayo de 1918. Tanto Armenia como Azerbaiyán reclamaron el territorio que ellos vieron como histórica y étnicamente suyos. Estas disputas territoriales llevaron a la Guerra entre Armenia y Azerbaiyán entre 1918 y 1920, una serie de conflictos que terminaron solo cuando Armenia y Azerbaiyán fueron anexionados por la Unión Soviética.

### Período soviético (1922-1991)
Tras el establecimiento de la URSS en 1922, la República Socialista Soviética de Azerbaiyán y la República Socialista Soviética de Armenia se convirtieron en estados constituyentes, inicialmente como parte de la RSFS de Transcaucasia, y desde 1936 como entidades separadas. Las relaciones entre las dos naciones, incluso en el Óblast Autónomo de Nagorno-Karabaj (NKAO), fueron generalmente pacíficas y amistosas. Aunque ocurrieron enfrentamientos ocasionales, particularmente las protestas públicas de 1948 y 1964 en Armenia, que resultaron en el éxodo de un gran número de azeríes, permanecieron desconocidas para un público más amplio debido a la estricta censura soviética.

### Guerra del Alto Karabaj
En 1988, los armenios de Karabaj votaron para separarse y unirse a Armenia. Esto, junto con las masacres en Armenia y Azerbaiyán, resultó en el conflicto que se conoció como la Guerra de Nagorno-Karabaj. La violencia dio lugar a la ocupación armenia de facto de la antigua NKAO y de siete regiones circundantes de Azerbaiyán, que se detuvo efectivamente cuando ambas partes acordaron observar un alto el fuego que ha estado en vigor desde mayo de 1994. A finales de 1995, ambos también acordaron la mediación del Grupo de Minsk de la OSCE. El Grupo de Minsk está actualmente copresidido por Estados Unidos, Francia y Rusia y comprende a Armenia, Azerbaiyán, Turquía y varias naciones de Europa Occidental.
Durante el conflicto, las fuerzas azerbaiyanas mantuvieron el asedio de Stepanakert. Desde finales de 1991 hasta mayo de 1992, la ciudad y su población armenia fueron objeto de una campaña de meses de bombardeo y bloqueo civiles intencionales por parte de Azerbaiyán. Los bombardeos indiscriminados, los disparos de francotiradores y los ataques aéreos mataron o mutilaron a cientos de civiles y destruyeron viviendas, hospitales y otros edificios que no eran objetivos militares legítimos y, en general, aterrorizaron a la población civil. Azerbaiyán bloqueó todos los suministros esenciales, incluidos agua, electricidad, alimentos y medicamentos, lo que provocó muchas muertes. Human Rights Watch informó que las principales bases utilizadas por las fuerzas armadas azerbaiyanas para el bombardeo de Stepanakert incluían las ciudades de Khojaly y Shusha.
Durante el conflicto se produjo la masacre de Khojaly, que fue el asesinato en masa de al menos 161 civiles de etnia azerbaiyana de la ciudad de Khojaly el 26 de febrero de 1992. Según Human Rights Watch, la tragedia se produjo cuando "una gran columna de residentes, acompañada por una docena de combatientes en retirada, huyeron de la ciudad mientras caía en manos de las fuerzas armenias. Al acercarse a la frontera con Azerbaiyán, se encontraron con un puesto militar armenio y fueron cruelmente atacados ".

### 1994-2015
Después de la guerra, las relaciones entre Armenia y Azerbaiyán siguieron siendo muy tensas. En 2008, el presidente de Azerbaiyán, Ilham Aliyev, declaró que “Nagorno Karabaj nunca será independiente; la posición también está respaldada por mediadores internacionales; Armenia tiene que aceptar la realidad ”y que“ en 1918, Ereván fue otorgado a los armenios. Fue un gran error. El kanato de Iravan era el territorio azerí, los armenios eran invitados aquí ".
Los dos países todavía están técnicamente en guerra y el gobierno de Azerbaiyán amenaza regularmente con retomar Nagorno-Karabaj por la fuerza militar si la mediación del Grupo de Minsk de la OSCE no tiene éxito.
Los ciudadanos de Armenia, así como los ciudadanos de cualquier otro país que sean de ascendencia armenia, tienen prohibida la entrada a la República de Azerbaiyán. Si el pasaporte de una persona muestra cualquier prueba de viaje a Nagorno-Karabaj, salvo un pasaporte diplomático, se le prohíbe la entrada a la República de Azerbaiyán.
En 2008, en lo que se conoció como las escaramuzas del mercado de 2008, Armenia y Azerbaiyán se enfrentaron por Nagorno-Karabaj. La lucha entre los dos bandos fue breve, con pocas bajas en ambos bandos.
En junio de 2010 se produjo un breve estallido del conflicto, que resultó en la muerte de cuatro soldados armenios y un soldado azerí. El enfrentamiento se produjo un día después de las conversaciones de paz entre los presidentes de Armenia y Azerbaiyán que se llevaron a cabo en Moscú.
El 31 de agosto de 2010, un enfrentamiento fronterizo mató a tres armenios y dos azeríes, aunque el ejército armenio afirmó que hasta siete azeríes habían muerto en los combates. Ambas partes culparon al otro por el incidente. Esto precedió a otro incidente el 4 de septiembre en el que murieron dos soldados azerbaiyanos y un armenio resultó herido.
El 24 de junio de 2011, las dos partes se reunieron en Kazán, Rusia, para negociar el fin del problema de Nagorno-Karabaj, pero las conversaciones terminaron en un fracaso. Tras la ruptura de las conversaciones, el presidente de Azerbaiyán, Ilham Aliyev, utilizó el desfile militar del Día de la Salvación del 26 de junio para advertir a Armenia de que Azerbaiyán podría retomar Nagorno-Karabaj por la fuerza. El 5 de octubre de 2011, los enfrentamientos fronterizos alrededor de Nagorno Karabaj dejaron un soldado armenio y dos azeríes muertos. Dos armenios también resultaron heridos por disparos de francotiradores el mismo día. Otro incidente violento ocurrió el 5 de junio de 2012 cuando, según la parte azerbaiyana, las tropas armenias cruzaron la frontera y mataron a tiros a cinco soldados azerbaiyanos antes de retirarse. Armenia negó la denuncia y acusó a Azerbaiyán de cruzar la frontera primero.
En octubre de 2013, Zakir Hasanov fue nombrado ministro de Defensa de Azerbaiyán a pesar de la controversia.

### Enfrentamientos 2016

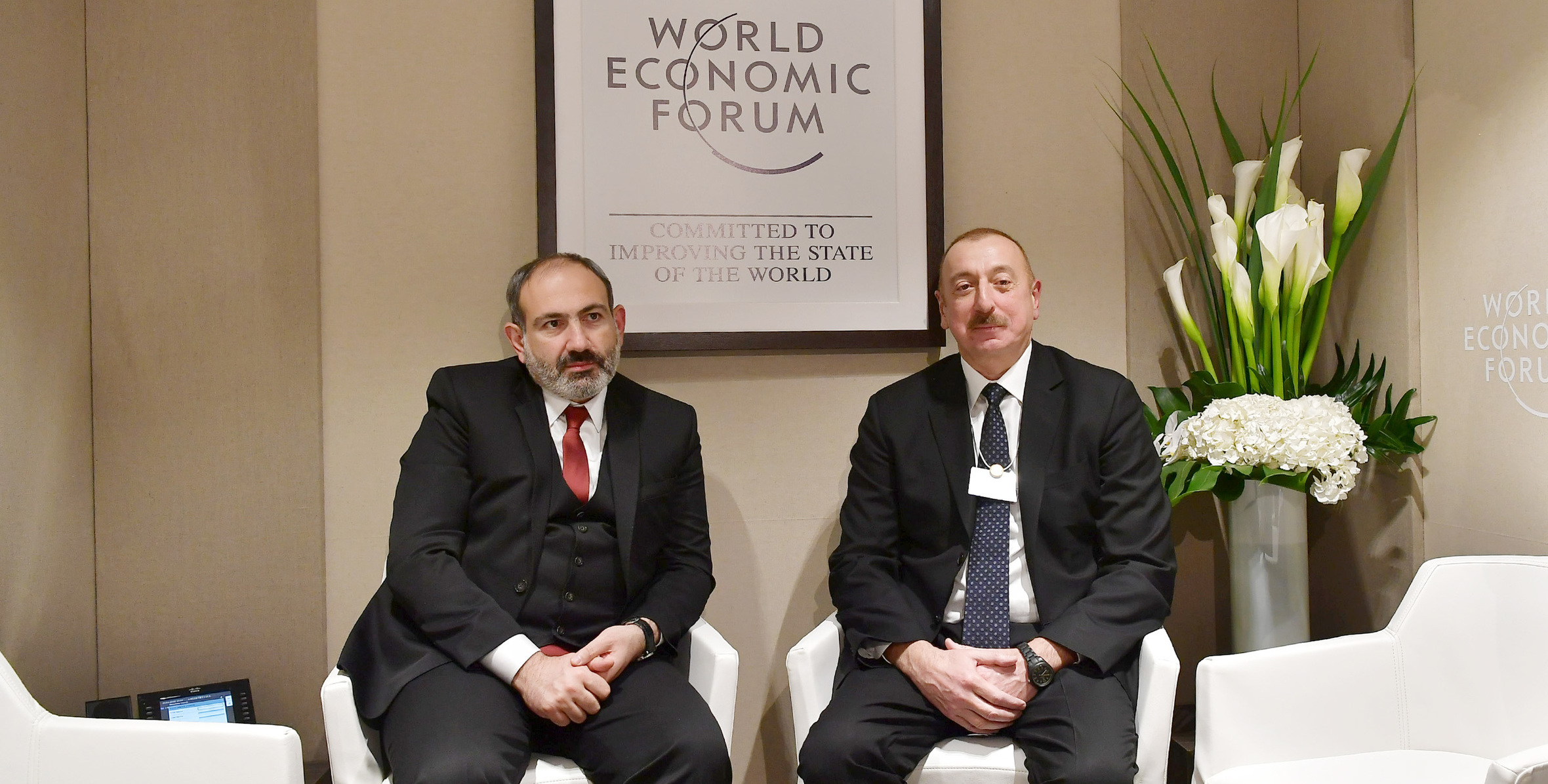
El primer ministro armenio, Nikol Pashinyan, se reúne con el presidente azerbaiyano, Ilham Aliyev, en Davos, Suiza, enero de 2019

Después de los enfrentamientos armenio-azerbaiyanos de 2016, en los que murieron aproximadamente 350 soldados y civiles de ambos lados, Azerbaiyán declaró un alto el fuego unilateral (los enfrentamientos comenzaron cuando las fuerzas azerbaiyanas lanzaron ataques para recuperar el control del territorio controlado por la separatista Nagorno, respaldada por Armenia -Karabakh).

### Segunda guerra del Alto Karabaj
Se produjeron feroces enfrentamientos locales en la frontera entre Armenia y Azerbaiyán en la provincia de Tavush (noreste del país) y la región de Tovuz en Azerbaiyán del 12 al 18 de julio de 2020. Los enfrentamientos que involucraron artillería, tanques y drones de choque se cobraron la vida de al menos 16 soldados de ambos lados, incluido un general azerbaiyano.
El 27 de septiembre de 2020, se reanudaron los intensos combates a lo largo de la línea de contacto entre las tropas de Karabaj y Azerbaiyán, y Armenia, Azerbaiyán declaró la ley marcial y movilizaron a la población masculina.  Por la tarde del 27 de septiembre, el Ministerio de Defensa de Azerbaiyán informó de la toma de siete aldeas en el Alto Karabaj: Garakhanbayli, Garvand, Horadiz, Yuxarı Əbdürrəhmanlı, Aşağı Əbdürrəhmanlı, Boyuk Marjanli, Nuzgar y pico de montaña en la cordillera de Murovdag. Shusha fue tomada por Azerbaiyán el 8 de noviembre de 2020- Después de 44 días de intensos combates se firmó un alto el fuego entre el presidente de Azerbaiyán, Ilham Aliyev, el primer ministro de Armenia, Nikol Pashinián, y el presidente de Rusia, Vladímir Putin, que puso fin a todos hostilidades en la zona del conflicto de Nagorno-Karabaj desde las 00:00 horas del 10 de noviembre de 2020, hora de Moscú. Según los puntos de la declaración Armenia se compromete a devolver hasta el 20 de noviembre de 2020 la región de Agdam, hasta el 15 de noviembre de 2020 la región de Kalbajar y hasta el 1 de diciembre de 2020 la región de Lachin a la República de Azerbaiyán.
El 23 de abril de 2023 Azerbaiyán ha establecido un puesto de control en la frontera con Armenia en la carretera de Lachin.